# Syrrhopodon orientalis
Syrrhopodon orientalis är en bladmossart som beskrevs av William Dean Reese och Lin Pan-juan 1989. Syrrhopodon orientalis ingår i släktet Syrrhopodon och familjen Calymperaceae. Inga underarter finns listade i Catalogue of Life.